# Động đất Afghanistan tháng 5 năm 1998
Động đất Afghanistan tháng 5 năm 1998 diễn ra vào lúc 06:22 UTC tại miền bắc Afghanistan thuộc địa phận tỉnh Takhar. Khu vực chịu tác động nằm dưới quyền kiểm soát của Liên minh phương Bắc.

## Tổng quan
Cường độ của trận động đất là 6,9 độ Richter. Đây là trận động đất lớn thứ nhì tại khu vực trong năm 1998 sau một trận động đất khác vào ngày 4 tháng 2. Từ 4.000–4.500 người thiệt mạng trong động đất tại các tỉnh Takhar và Badakhshan. Có gần 7.000 gia đình chịu tác động và ước tính có 16.000 căn nhà bị phá hủy hoặc thiệt hại. Khoảng 45.000 người mất nhà ở do động đất. Trên 30 làng bị phá hủy và thêm 70 làng khác chịu thiệt hại nghiêm trọng. Hàng nghìn vật nuôi bị chết và cây trồng cùng cơ sở hạ tầng bị phá hủy trong động đất.
Giống như nhiều quốc gia đang phát triển nghèo khó khác, Afghanistan không được trang bị tốt để đối diện với loại thiên tai này. Quốc gia không có các hình thức bảo vệ hoặc giảm thiểu nguy cơ. Nhà ở chủ yếu được xây bằng gạch bùn với móng nông. Các làng được xây dựng trên sườn núi bất ổn định. Nhiều làng bị chôn vùi hoàn toàn do lở đất bắt nguồn từ động đất. Các dư chấn tiếp tục trong vòng một tháng. Cũng cảm nhận được động đất tại Mazar-e Sharif, Kabul, Andijan, Samarkand, Islamabad, Peshawar, Rawalpindi và Dushanbe.

## Các nỗ lực cứu trợ
Một số vấn đề xuất hiện trong hoạt động cứu trợ. Khu vực chịu tác động là nơi hẻo lánh và không có bất kỳ hình thức thông tin hiện đại nào. Văn hóa địa phương cấm chỉ bác sĩ nam kiểm tra, hoặc thậm chí là nói chuyện với nữ giới. Không có các bản đồ chính xác về khu vực chịu tác động. Tuy nhiên, vấn đề này được giải quyết khi các phi công của các máy bay trực thăng Tajikistan từng phục vụ cho Quân đội Liên Xô trong khu vực vào thời kỳ Chiến tranh Xô viết tại Afghanistan và biết đến nhiều ngôi làng. Các nỗ lực cứu trợ cũng bị trì hoãn do đường bộ bị ách tắc, thời tiết xấu và rối loạn chính trị trong khu vực.
Nỗ lực cứu trợ của một số cơ quan tại Afghanistan được thực hiện từ Pakistan do nhiều tổ chức học được kinh nghiệm cay đắng trước đó rằng không đặt quá nhiều tài sản tại Kabul hoặc tại bất kỳ thành phố nào tại Afghanistan. Một căn cứ phụ cho các nỗ lực cứu trợ được thiết lập tại Rostaq thuộc tỉnh Takhar gần biên giới Afghanistan-Tajikistan, nơi này mặc dù thiếu sân bay song có không gian rộng cho hoạt động của máy bay trực thăng và một liên kết đường bộ đến Tajikistan. Một lời kêu gọi toàn cầu về máy bay trực thăng được đưa ra để hỗ trợ cho hoạt động cứu trợ.
Liên Hợp Quốc và một số tổ chức phi chính phủ tham dự trong nỗ lực cứu trợ khu vực chịu tác động. Một hoạt động cứu trợ chung được thành lập bởi Liên Hợp Quốc, Ủy ban Chữ thập đỏ quốc tế, Liên đoàn quốc tế các hội Chữ thập đỏ và Trăng lưỡi liềm đỏ (IFRC) và một số tổ chức phi chính phủ quốc gia và quốc tế.